# 마릴린 번즈

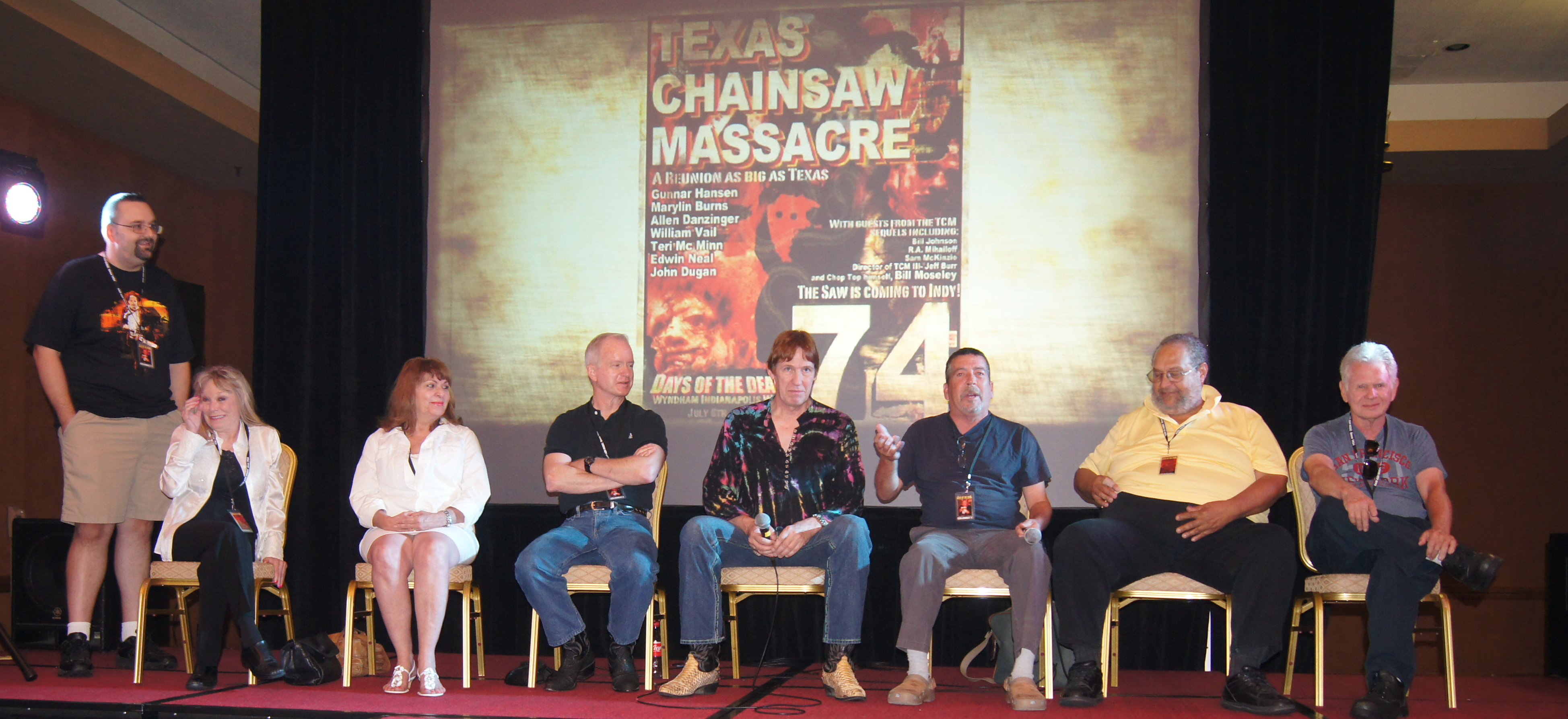

매릴린 번스(Marilyn Burns, 1949년 5월 7일 ~ 2014년 8월 5일)는 미국의  배우이다.
이리에서 태어났으며 휴스턴에서 사망하였다. 사인은 심근 경색이다.

## 영화
- 새크라멘트 (2014년) - 뷸라 역
- 텍사스 전기톱 연쇄살인사건 3D (2013년) - 버나 카슨 역
- 본보이즈 (2012년) - 루스 역
- 텍사스 살인마: 속편 (1994년)
- 퓨쳐 킬 (1985년)
- 이튼 얼라이브 (1976년)
- 텍사스 전기톱 학살 (1974년) - 샐리 역